# Xã Jasper, Quận Adams, Iowa
Xã Jasper (tiếng Anh: Jasper Township) là một xã thuộc quận Adams, tiểu bang Iowa, Hoa Kỳ. Năm 2010, dân số của xã này là 398 người.